# Ciriaco Sforza
Ciriaco Sforza   (Wohlen, 2 de març de 1970) és un exfutbolista i actual entrenador de futbol suís.

## Biografia
Va desenvolupar la major part de la seva carrera a Alemanya jugant al 1. FC Kaiserslautern i també al FC Bayern de Múnic després d'haver destacat al Grasshopper Club Zürich suís. Sforza representà la selecció nacional de Suïssa en 79 ocasions, participant en el Mundial dels EEUA l'any 1994 i l'Eurocopa d'Anglaterra de 1996. Després de la seva retirada l'any 2006 ha fet d'entrenador al seu país natal.

## Trajectòria internacional
Ciriaco Sforza fou convocat per Roy Hodgson per disputar la Copa del Món de Futbol de 1994 als EEUA i Artur Jorge comptà amb ell pel Campionat d'Europa de futbol 1996 d'Anglaterra, el primer per al qual es classificà la selecció helvètica. En ambdues competicions disputà tots els partits amb el dorsal 10, lluint el braçalet de capità en els dos últims compromisos del campionat europeu.

## Palmarès
Grasshopper-Club Zürich
- Lliga suïssa de futbol: 1990–91

Inter de Milà
- Copa de la UEFA: 1997 finalista

1. FC Kaiserslautern
- Bundesliga: 1998

Bayern de Múnic
- Bundesliga: 2001
- Copa de la UEFA: 1996
- Lliga de Campions de la UEFA: 2001
- Copa Intercontinental: 2001

Fonts: